# Port Grimaud
Port Grimaud is de voorhaven en badplaats van het Franse vestingstadje Grimaud in het departement Var. Het werd opgericht in 1964 en gebouwd op lagunes en drooggelegde moerassen. 
Port Grimaud lijkt een tweede Venetië. Het stadje is verbonden met kanalen en bruggetjes. De brandweer en eerste hulpdiensten zijn alle per boot. Auto's mogen alleen met een geldige pas aan de rand en binnen de muren van Port Grimaud, parkeren. Leveranciers, hotelgasten en inwoners mogen er parkeren voor de huizen. Achter de huizen zijn de privékaden voor hun jachten.
In 1974 werden in de richting van Saint Tropez, dat vijf kilometer verderop ligt, nieuwe woonwijken met kanalen gebouwd. De vraag naar nieuwe woonhuizen aldaar is groot, en de koopprijzen daarvoor zijn hoog. De restaurants, bars en cafés hebben hun terrassen en tafels vlak aan de kademuren. 's Avonds is het lagune- en kanaalstadje verlicht met bollantaarns en verlichting uit de huizen. Er zijn georganiseerde rondvaarten door Port Grimaud.